# Comuna Kononcea, Kaniv
Kononcea (în ucraineană Кононча) este o comună în raionul Kaniv, regiunea Cerkasî, Ucraina, formată din satele Hamarnea și Kononcea (reședința).

## Demografie
Componența lingvistică a comunei Kononcea
     Ucraineană (98,24%)
     Rusă (1,38%)
     Alte limbi (0,25%)
Conform recensământului din 2001, majoritatea populației comunei Kononcea era vorbitoare de ucraineană (98,24%), existând în minoritate și vorbitori de rusă (1,38%).